# Чжан Юся
Чжан Юся́ (род. в июле 1950, Пекин) — китайский генерал-полковник (2011), член Политбюро ЦК КПК (с 2017), заместитель председателя Центрального военного совета с 2017 года, член которого с 2012 года. 
С 2012 по 2017 год начальник Управления по развитию вооружений Центровенсовета — до 2016 года как Главного управления вооружения НОАК. Руководитель китайской программы пилотируемых космических полетов «Шэньчжоу».
Член КПК, член ЦК КПК с 17 созыва, член Политбюро ЦК КПК 19—20-го созывов.

## Биография
Корнями из провинции Шэньси.
Сын одного из первых генералов НОАК (1955) Чжан Цзунсюня (Zhang Zongxun), в силу чего причисляется к так называемым «красным принцам».
В рядах НОАК с 18 лет с 1968 года. Прошёл путь от рядового до генерала. В 1970—1980-е годы — участник китайско-вьетнамской пограничной войны.
С декабря 2000 по декабрь 2005 года — командующий 13-й армией НОАК.
С декабря 2005 года — заместитель командующего Пекинским ВО.
С сентября 2007 по октябрь 2012 года — командующий Шэньянским ВО (сменил Чан Ваньцюаня).
С октября 2012 по август 2017 года — начальник Главного управления вооружений и военной техники НОАК (Главного управления вооружения НОАК).
Будучи назначен в последнюю должность накануне 18 съезда КПК, делегатом которого он также являлся, на панельных дискуссиях по докладу генсека ЦК КПК Ху Цзиньтао на съезде Чжан Юся пообещал ускорить исследования и разработку высокотехнологичных вооружений и военной техники.
Руководитель китайской программы пилотируемых космических полётов.
Главный руководитель полёта космического корабля «Шэньчжоу-10».
Генерал-полковник (2011), генерал-лейтенант (2007), генерал-майор (1997).
C октября 2017 года заместитель председателя Центрального военного совета КНР. Является председателем китайской части российско-китайской смешанной межправительственной комиссии по военно-техническому сотрудничеству. По утверждению «Expert Online» (29.10.2012): «Чжан Юся считается союзником Си Цзиньпина — их отцы воевали бок о бок в 40-е годы прошлого века. Считается, что Си способствовал присвоению в прошлом году Чжану звания генерала армии (генерал-полковника — прим. Википедии)». «Имеет репутацию военачальника, пользующегося личным расположением Си Цзиньпина». Несмотря на возраст, остался в составе ЦК КПК 20-го созыва, сохранил место в Политбюро.